# Mathilde II av Essen
Mathilde II av Essen, född 949, död 1011, var en tysk abbedissa. Hon var regerande furstlig abbedissa av Stift Essen mellan 973 och 1011. var ett kejserligt kloster med Landeshoheit, något som gjorde dess föreståndare till en monark och gav klostret status som en stat.
Hennes regeringstid är känd för hennes verksamhet som mecenat för konst, hennes byggnadsverksamhet och inflytande utanför klostret. Hon upprätthöll ett brett kontaktnät, färdades ofta utanför klostret och stödde Teofanos förmyndarregering. 